# Maroc aux Jeux olympiques d'été de 2012
Le Maroc participe aux Jeux olympiques d'été de 2012 à Londres au Royaume-Uni du 27 juillet au 12 août 2012. Il s'agit de sa 13e participation à des Jeux d'été, et il s'agit aussi de la plus grande délégation du Maroc depuis sa 1re participation (72 participants).

## Médaillés
| Médaille | Nom               | Sport      | Compétition    | Date   |
| -------- | ----------------- | ---------- | -------------- | ------ |
| Bronze   | Abdalaati Iguider | Athlétisme | 1 500 m hommes | 7 août |

## Athlétisme

### Hommes
| Athlète                | Épreuve         | Séries         | Séries | Quarts de finale | Quarts de finale | Demi-finales  | Demi-finales | Finale          | Finale |
| Athlète                | Épreuve         | Résultat       | Rang   | Résultat         | Rang             | Résultat      | Rang         | Résultat        | Rang   |
| ---------------------- | --------------- | -------------- | ------ | ---------------- | ---------------- | ------------- | ------------ | --------------- | ------ |
| Aziz Ouhadi            | 200 mètres      | 20 s 80        | 35     | NC               | NC               | -             | -            | -               | -      |
| Amine El Manaoui       | 800 mètres      | 1 min 48 s 48  | 37     | NC               | NC               | -             | -            | -               | -      |
| Mohamed Moustaoui      | 1 500 m         | 3 min 37 s 41  | 8      | NC               | NC               | 3 min 43 s 33 | 19           | -               | -      |
| Amine Laalou           | 1 500 m         | DNS            | -      | NC               | NC               | -             | -            | -               | -      |
| Abdalaati Iguider      | 1 500 m         | 3 min 41 s 08  | 2      | NC               | NC               | 3 min 33 s 99 | 1            | 3 min 35 s 13   | 3      |
| Abdalaati Iguider      | 5 000 m         | 13 min 15 s 49 | 5      | NC               | NC               | NC            | NC           | 13 min 44 s 19  | 6      |
| Soufiyan Bouqantar     | 5 000 m         | 13 min 47 s 63 | 33     | NC               | NC               | NC            | NC           | -               | -      |
| Aziz Lahbabi           | 5 000 m         | 13 min 47 s 57 | 32     | NC               | NC               | NC            | NC           | -               | -      |
| Hamid Ezzine           | 3 000 m steeple | 8 min 21 s 25  | 3      | NC               | NC               | NC            | NC           | 8 min 24 s 90   | 7      |
| Brahim Taleb           | 3 000 m steeple | 8 min 29 s 02  | 3      | NC               | NC               | NC            | NC           | 8 min 32 s 40   | 11     |
| Hicham Sigueni         | 3 000 m steeple | 8 min 35 s 89  | 26     | NC               | NC               | NC            | NC           | -               | -      |
| Abderrahime Bouramdane | Marathon        | NC             | NC     | NC               | NC               | NC            | NC           | DNF             | -      |
| Rachid Kisri           | Marathon        | NC             | NC     | NC               | NC               | NC            | NC           | 2 h 15 min 09 s | 18     |

### Femmes
| Athlète               | Épreuve          | Séries          | Séries | Quarts de finale | Quarts de finale | Demi-finales  | Demi-finales | Finale          | Finale |
| Athlète               | Épreuve          | Résultat        | Rang   | Résultat         | Rang             | Résultat      | Rang         | Résultat        | Rang   |
| --------------------- | ---------------- | --------------- | ------ | ---------------- | ---------------- | ------------- | ------------ | --------------- | ------ |
| Malika Akkaoui        | 800 mètres       | 2 min 01 s 78   | 4      | NC               | NC               | 2 min 00 s 32 | 13           | -               | -      |
| Halima Hachlaf        | 800 mètres       | 2 min 00 s 99   | 3      | NC               | NC               | 1 min 58 s 84 | 7            | -               | -      |
| Siham Hilali          | 1 500 m          | 4 min 13 s 34   | 2      | NC               | NC               | 4 min 04 s 79 | 9            | -               | -      |
| Btissam Lakhouad      | 1 500 m          | DNF             | -      | NC               | NC               | -             | -            | -               | -      |
| Nadia Noujani         | 5 000 m          | DNF             | -      | NC               | NC               | NC            | NC           | -               | -      |
| Hayat Lambarki        | 400 mètres haies | 55 s 58         | 4      | NC               | NC               | 56 s 18       | 18           | -               | -      |
| Kaltoum Bouaasayriya  | 3 000 m steeple  | 9 h 58 min 77 s | 10     | NC               | NC               | NC            | NC           | -               | -      |
| Salima El Ouali Alami | 3 000 m steeple  | 9 h 44 min 62 s | 11     | NC               | NC               | NC            | NC           | -               | -      |
| Soumia Labani         | Marathon         | NC              | NC     | NC               | NC               | NC            | NC           | DNF             | -      |
| Samira Raif           | Marathon         | NC              | NC     | NC               | NC               | NC            | NC           | 2 h 38 min 31 s | 73     |

## Boxe

### Hommes
| Athlète             | Compétition           | 1/16 de finale          | 1/8 de finale                 | Quarts de finale           | Demi-finales        | Finale              |
| Athlète             | Compétition           | Adversaire Résultat     | Adversaire Résultat           | Adversaire Résultat        | Adversaire Résultat | Adversaire Résultat |
| ------------------- | --------------------- | ----------------------- | ----------------------------- | -------------------------- | ------------------- | ------------------- |
| Abdelali Daraa      | Mi-mouches (-49 kg)   | T Essomba (CMR) 10 - 13 | -                             | -                          | -                   | -                   |
| Aboubakr Lbida      | Coqs (-56 kg)         | I Balla (AUS) 16 - 16   | -                             | -                          | -                   | -                   |
| Abdelhak Lâatakani  | Super-légers (-64 kg) | R Colin (MRI) 10-16     | -                             | -                          | -                   | -                   |
| Mehdi Khalsi        | Mi-moyen (-69 kg)     | Y Suzuki (JPN) 13 - 14  | -                             | -                          | -                   | -                   |
| Badreddine Haddioui | Moyens (-75 kg)       | A Atoev (UZB) 9 - 11    | -                             | -                          | -                   | -                   |
| Ahmed Barki         | Mi-lourds (-81 kg)    | F Meng (CHN) 8 - 17     | -                             | -                          | -                   | -                   |
| Mohamed Arjaoui     | Super-lourds (+91 kg) | NC                      | B Yepmou Mendouo (CMR) 15 - 6 | R Cammarelle (ITA) 11 - 12 | -                   | -                   |

### Femmes
| Athlète         | Compétition     | 1/16 de finale      | 1/8 de finale       | Quarts de finale       | Demi-finales        | Finale              | Finale |   |
| Athlète         | Compétition     | Adversaire Résultat | Adversaire Résultat | Adversaire Résultat    | Adversaire Résultat | Adversaire Résultat | Rang   |   |
| --------------- | --------------- | ------------------- | ------------------- | ---------------------- | ------------------- | ------------------- | ------ | - |
| Mahjouba Oubtil | Légers (-60 kg) | NC                  | NC                  | A Araujo (BRA) 12 - 16 | -                   | -                   | -      | - |

## Canoë-kayak

### Séries
| Rang | Nom                 | Tour préliminaire | Tour préliminaire | Tour préliminaire |
| Rang | Nom                 | Manche 1          | Manche 2          | Meilleur          |
| ---- | ------------------- | ----------------- | ----------------- | ----------------- |
| 21   | Jihane Samlal (MAR) | 174 s 09          | 276 s 32          | 174 s 09          |

## Cyclisme

### Cyclisme sur route
| Athlète            | Compétition             | Temps           | Rang |
| ------------------ | ----------------------- | --------------- | ---- |
| Soufiane Haddi     | Course en ligne hommes  | DNF             | -    |
| Adil Jelloul       | Course en ligne hommes  | 5 h 46 min 37 s | 62e  |
| Mouhssine Lahsaini | Course en ligne hommes  | DNF             | -    |
| Mouhssine Lahsaini | Contre-la-montre hommes | 57 min 25 s 24  | 32e  |

## Équitation

### Dressage
| Athlète          | Cheval   | Compétition | 1er tour | 1er tour | 2e tour | 2e tour | 2e tour     | 2e tour | Finale | Finale | Finale      | Finale |
| Athlète          | Cheval   | Compétition | Score    | Rang     | Score   | Rang    | Score total | Rang    | Score  | Rang   | Score total | Rang   |
| ---------------- | -------- | ----------- | -------- | -------- | ------- | ------- | ----------- | ------- | ------ | ------ | ----------- | ------ |
| Yassine Rahmouni | Floresco | Individuel  | 64,453   | 49       | -       | -       | -           | -       | -      | -      | -           | -      |

## Escrime
Hommes
| Athlète               | Compétition        | 1/32 de finale             | 1/16 de finale       | 1/8 de finale    | Quarts de finale | Demi-finales     | Finale           | Finale |
| Athlète               | Compétition        | Adversaire Score           | Adversaire Score     | Adversaire Score | Adversaire Score | Adversaire Score | Adversaire Score | Rang   |
| --------------------- | ------------------ | -------------------------- | -------------------- | ---------------- | ---------------- | ---------------- | ---------------- | ------ |
| Abdelkarim El Haouari | Épée individuelle  | NC                         | IMRE Geza (HUN) 8-15 | -                | -                | -                | -                | -      |
| Lahoussine Ali        | Fleuret individuel | TOLDO Guilherme (BRA) 6-15 | -                    | -                | -                | -                | -                | -      |

## Football

### Tournoi masculin
Sélection
| N°         | Nom                    | Date de Naissance          | Sélections (buts) | Club                  |
| ---------- | ---------------------- | -------------------------- | ----------------- | --------------------- |
| Gardiens   |                        |                            |                   |                       |
| 1          | Mohamed Amsif          | 7 mars 1989 (23 ans)       | 2 (0)             | FC Augsburg           |
| 18         | Yassine Bounou         | 5 avril 1991 (21 ans)      | 7 (0)             | Atletico Madrid       |
| Défenseurs |                        |                            |                   |                       |
| 2          | Abdellatif Noussair    | 4 mai 1989 (22 ans)        | 16 (0)            | FUS de Rabat          |
| 3          | Mohamed Aberhoun       | 5 mai 1989 (22 ans)        | 28 (0)            | Moghreb de Tétouan    |
| 4          | Abdelhamid El Kaoutari | 17 mars 1990 (22 ans)      | 0 (0)             | Montpellier HSC       |
| 5          | Zakaria Bergdich       | 7 janvier 1989 (23 ans)    | 7 (1)             | RC Lens               |
| 13         | Zouhair Feddal         | 1er janvier 1989 (22 ans)  | 15 (1)            | Espanyol de Barcelone |
| 16         | Yassine Jebbour        | 24 août 1991 (20 ans)      | 3 (0)             | Stade rennais         |
| Milieux    |                        |                            |                   |                       |
| 6          | Imad Najah             | 19 février 1991 (21 ans)   | 0 (0)             | PSV Eindhoven         |
| 7          | Zakaria Labyad         | 9 mars 1993 (19 ans)       | 5 (4)             | Sporting Portugal     |
| 8          | Driss Fettouhi         | 30 juillet 1989 (21 ans)   | 15 (2)            | FC Istres             |
| 10         | Abdelaziz Barrada      | 19 septembre 1989 (22 ans) | 11 (5)            | Getafe CF             |
| 12         | Omar El Kaddouri       | 21 août 1990 (21 ans)      | 0 (0)             | Brescia Calcio        |
| 14         | Houssine Kharja        | 9 novembre 1982 (29 ans)   | 0 (0)             | Al-Arabi Sports Club  |
| 15         | Rayan Frikeche         | 9 octobre 1991 (20 ans)    | 0 (0)             | SCO Angers            |
| Attaquants |                        |                            |                   |                       |
| 9          | Nordin Amrabat         | 31 mars 1987 (25 ans)      | 0 (0)             | Galatasaray SK        |
| 11         | Soufiane Bidaoui       | 20 avril 1990 (22 ans)     | 10 (1)            | Lierse SK             |
| 17         | Soufian El Hassnaoui   | 28 octobre 1989 (21 ans)   | 1 (2)             | De Graafschap         |

Classement
| Rang | Équipe   | Pts | J | G | N | P | Bp | Bc | Diff |
| ---- | -------- | --- | - | - | - | - | -- | -- | ---- |
| 1    | Japon    | 7   | 3 | 2 | 1 | 0 | 2  | 0  | +2   |
| 2    | Honduras | 5   | 3 | 1 | 2 | 0 | 3  | 2  | +1   |
| 3    | Maroc    | 2   | 3 | 0 | 2 | 1 | 2  | 3  | -1   |
| 4    | Espagne  | 1   | 3 | 0 | 1 | 2 | 0  | 2  | -2   |

|  | Qualifié pour le deuxième tour de la compétition.                                                                  |
|  | Pts points ; G victoires ; N match nuls ; P défaites Bp buts marqués ; Bc buts encaissés ; Diff différence de buts |

Matchs
| 26 juillet 2012 | Honduras                | 2 - 2   | Maroc                                    | Hampden Park, Glasgow      |                            |
| 12 h 00 CEST    | Bengtson 56e 65e (pen.) | (0 - 1) | Barrada 39e · Labyad 67e · Bergdhich 72e | Arbitrage : Pavel Královec | Arbitrage : Pavel Královec |
| 12 h 00 CEST    | Rapport                 |         |                                          | Arbitrage : Pavel Královec | Arbitrage : Pavel Královec |

| 29 juillet 2012 | Japon     | 1 - 0   | Maroc | St James' Park, Newcastle     |                               |
| 19 h 45 CEST    | Nagai 84e | (0 - 0) |       | Arbitrage : Svein Oddvar Moen | Arbitrage : Svein Oddvar Moen |
| 19 h 45 CEST    | Rapport   |         |       | Arbitrage : Svein Oddvar Moen | Arbitrage : Svein Oddvar Moen |

| 1er août 2012 | Espagne | 0 - 0   | Maroc | Old Trafford, Manchester     |                              |
| 17 h 00 CEST  |         | (0 - 0) |       | Arbitrage : Youssef Hamdouch | Arbitrage : Youssef Hamdouch |
| 17 h 00 CEST  | Rapport |         |       | Arbitrage : Youssef Hamdouch | Arbitrage : Youssef Hamdouch |

## Judo
| Athlète          | Compétition           | 1/32 de finale      | 1/16 de finale            | 1/8 de finale                 | Quarts de finale    | Demi-finales        | Repêchage 1         | Repêchage 2         | Finale              | Finale |
| Athlète          | Compétition           | Adversaire Résultat | Adversaire Résultat       | Adversaire Résultat           | Adversaire Résultat | Adversaire Résultat | Adversaire Résultat | Adversaire Résultat | Adversaire Résultat | Rang   |
| ---------------- | --------------------- | ------------------- | ------------------------- | ----------------------------- | ------------------- | ------------------- | ------------------- | ------------------- | ------------------- | ------ |
| Safouane Attaf   | Moins de 81 kg hommes | NC                  | L Saryee (LBR) DNS        | L Guilheiro (BRA) 0001 - 1001 | -                   | -                   | -                   | -                   | -                   | -      |
| Yassine Moudatir | Moins de 60 kg hommes | NC                  | V Jokinen (FIN) 000 - 100 | -                             | -                   | -                   | -                   | -                   | -                   | -      |
| El Mehdi Malki   | Plus de 100 kg hommes | NC                  | M Roudaki (IRI) 100-000   | B Bor (HUN) 000-100           | -                   | -                   | -                   | -                   | -                   | -      |
| Rizlen Zouak     | Moins de 63 kg femmes | NC                  | E García (ECU) 000 - 0011 | -                             | -                   | -                   | -                   | -                   | -                   | -      |

## Lutte
| Athlète        | Compétition                 | Eliminatoires        | Quarts de finale    | Demi-finales        | Repêchage           | Finale              | Finale |
| Athlète        | Compétition                 | Adversaire Résultat  | Adversaire Résultat | Adversaire Résultat | Adversaire Résultat | Adversaire Résultat | Rang   |
| -------------- | --------------------------- | -------------------- | ------------------- | ------------------- | ------------------- | ------------------- | ------ |
| Fouad Fajjari  | -55 kg Gréco-romaine Hommes | Erik N.H (DEN) 1 - 3 | -                   | -                   | -                   | -                   | -      |
| Choukri Attafi | -96 kg Gréco-romaine Hommes | H.Ayari (TUN) 1 - 3  | -                   | -                   | -                   | -                   | -      |

## Natation
| Athlète       | Compétition          | Series        | Series | Demi-finales  | Demi-finales | Finale | Finale |
| Athlète       | Compétition          | Chrono        | Rang   | Chrono        | Rang         | Chrono | Rang   |
| ------------- | -------------------- | ------------- | ------ | ------------- | ------------ | ------ | ------ |
| Sara El Bekri | 100 mètres - Brasse  | 1 min 08 s 21 | 18     | -             | -            | -      | -      |
| Sara El Bekri | 200 mètres - Brasse  | 2 min 26 s 05 | 11     | 2 min 25 s 86 | 11           | -      | -      |
| Sara El Bekri | 400 mètres - 4 nages | 4 min 53 s 21 | 32     | -             | -            | -      | -      |

## Taekwondo
| Athlète         | Compétition                  | Eliminatoires                 | Quarts de finale    | Demi-finales        | Repêchage           | Finale              | Finale |
| Athlète         | Compétition                  | Adversaire Résultat           | Adversaire Résultat | Adversaire Résultat | Adversaire Résultat | Adversaire Résultat | Rang   |
| --------------- | ---------------------------- | ----------------------------- | ------------------- | ------------------- | ------------------- | ------------------- | ------ |
| Sanaa Atabrour  | Poids mouche (-49 kg) femmes | C Lopez Rodriguez (ARG) 0 - 1 | -                   | -                   | -                   | -                   | -      |
| Wiam Dislam     | Poids lourd (+67 kg) femmes  | G Hernandez (CUB) 0 - 1       | -                   | -                   | -                   | -                   | -      |
| Issam Chernoubi | Poids moyen (-80 kg) hommes  | N.A Bahawi (AFG) 3 - 4        | -                   | -                   | -                   | -                   | -      |

## Tir
| Rang | Athlète          | Pays  | 1  | 2  | 3  | Total |  |
| ---- | ---------------- | ----- | -- | -- | -- | ----- |  |
| 21   | Yasmina Mesfioui | Maroc | 17 | 24 | 20 | 61    |  |

## Galerie

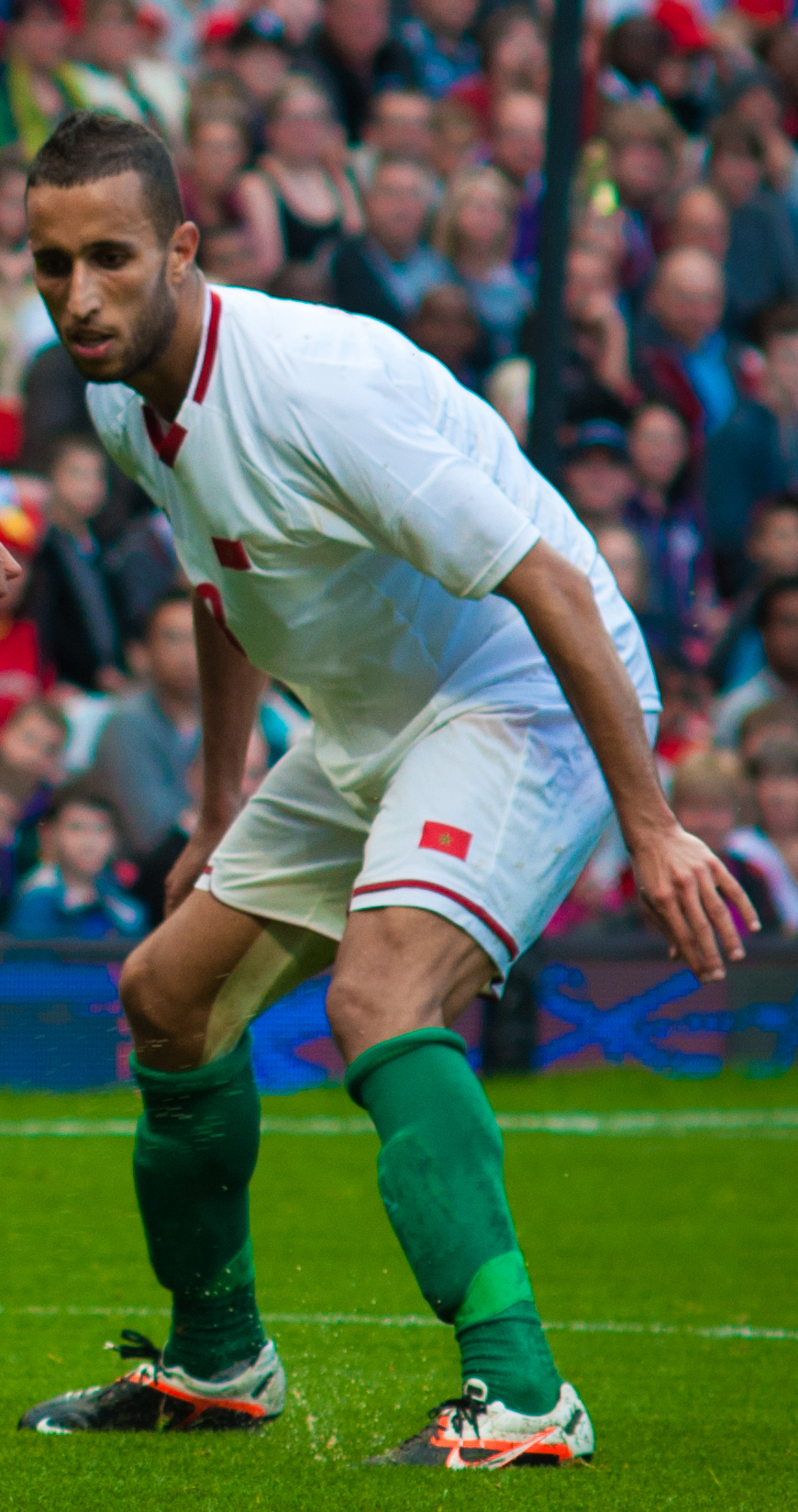
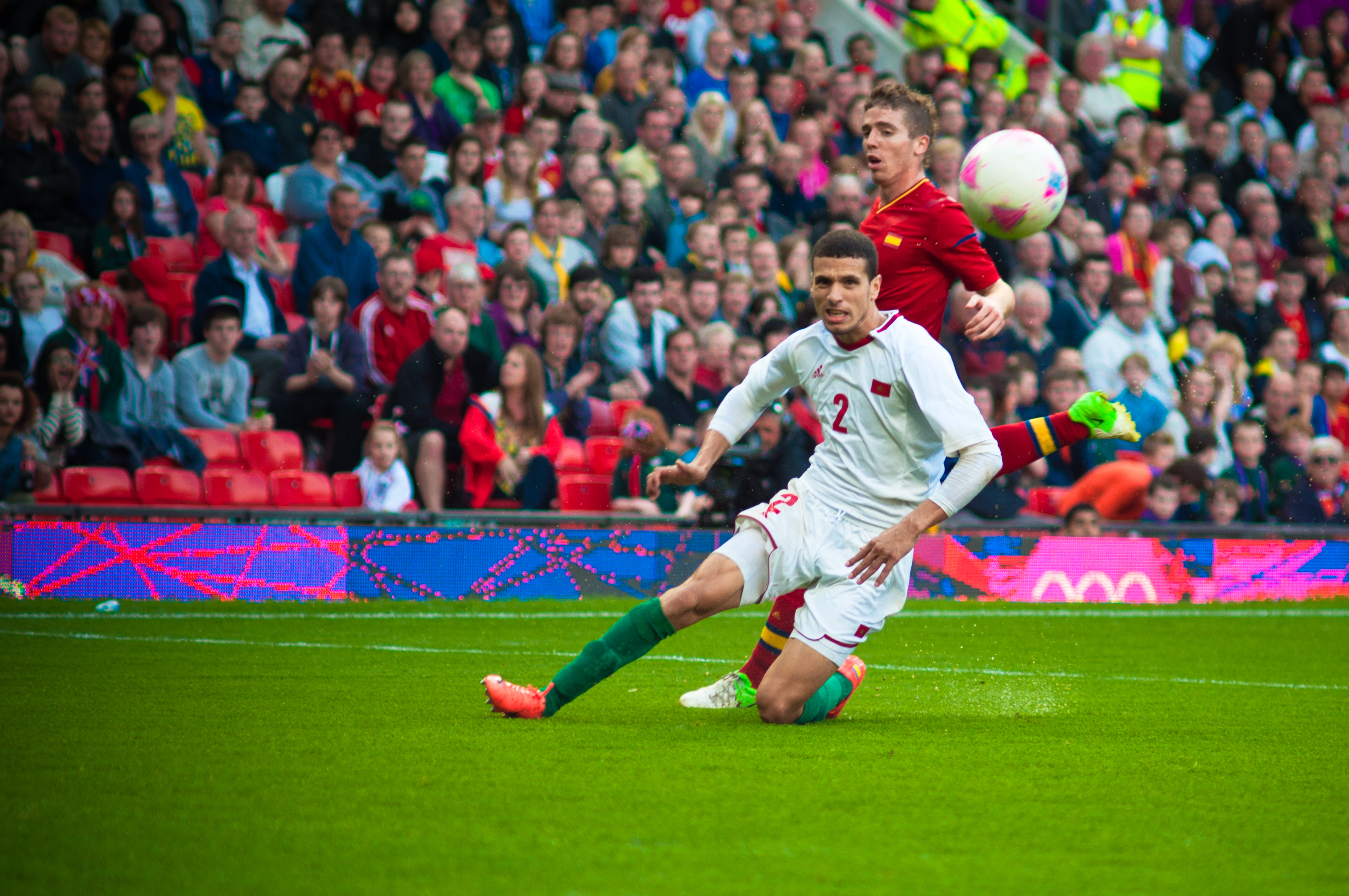
Abdelatif Noussir et Iker Muniain lors du match Maroc-Espagne
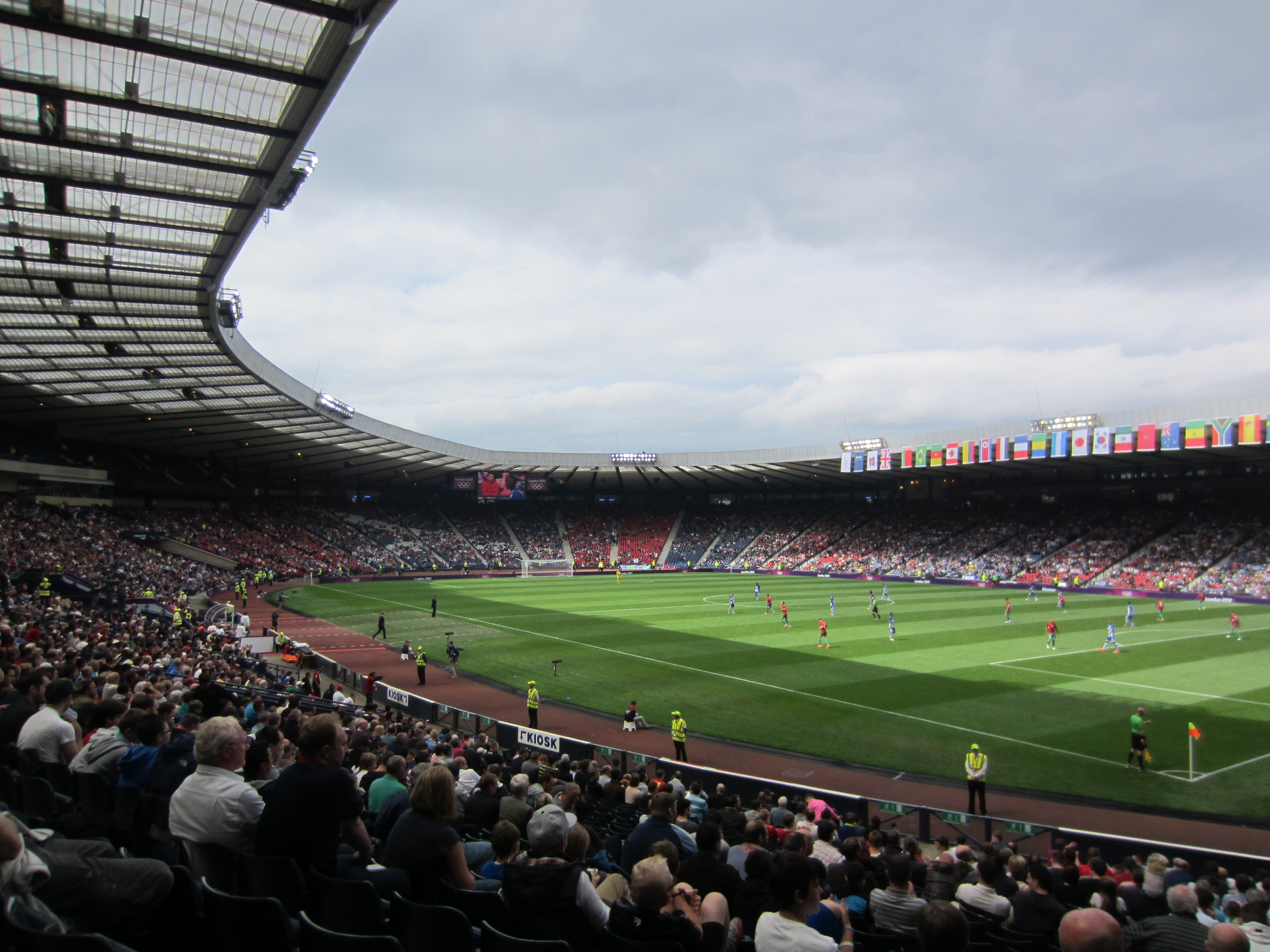
Match Maroc-Honduras
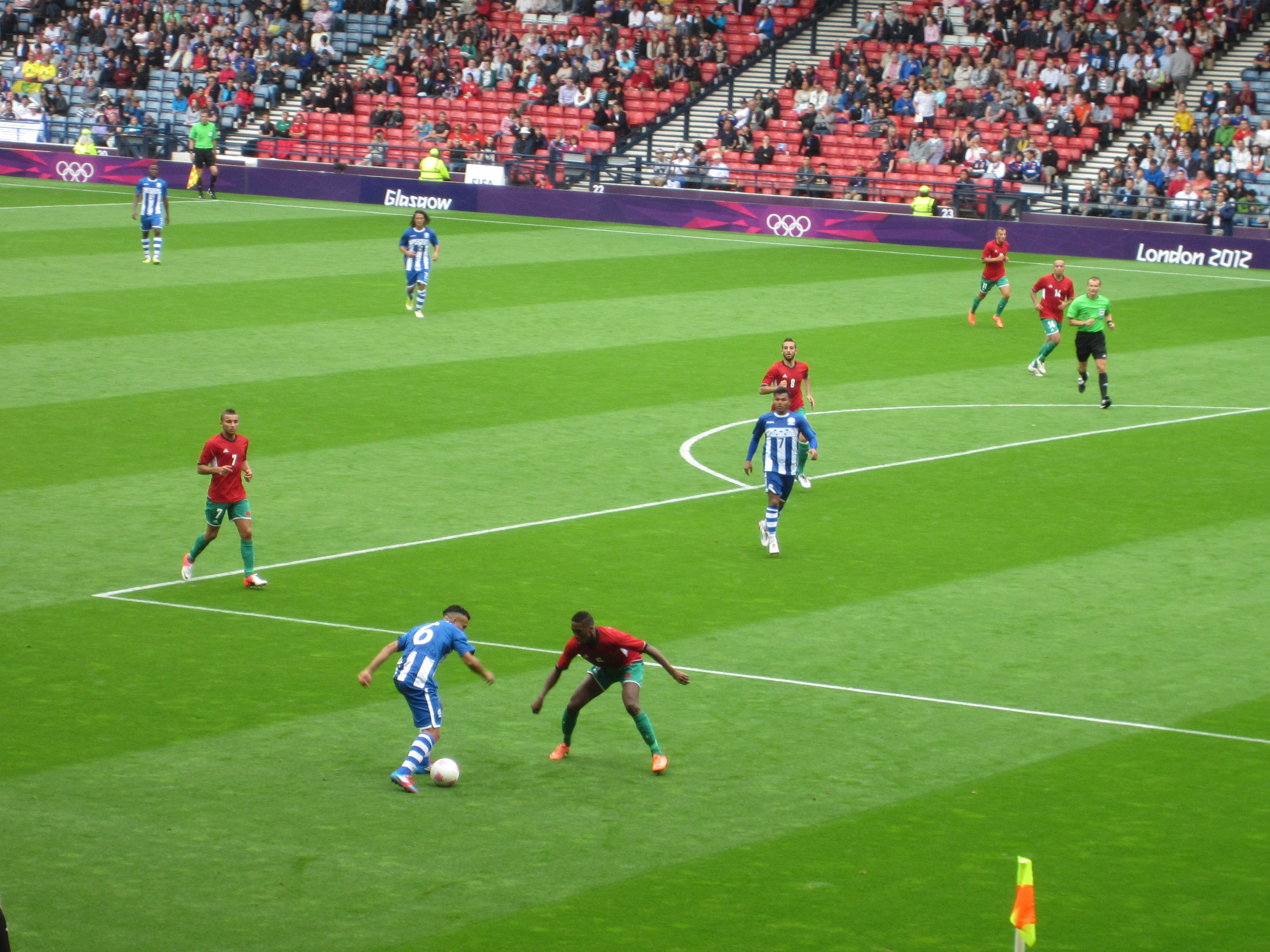
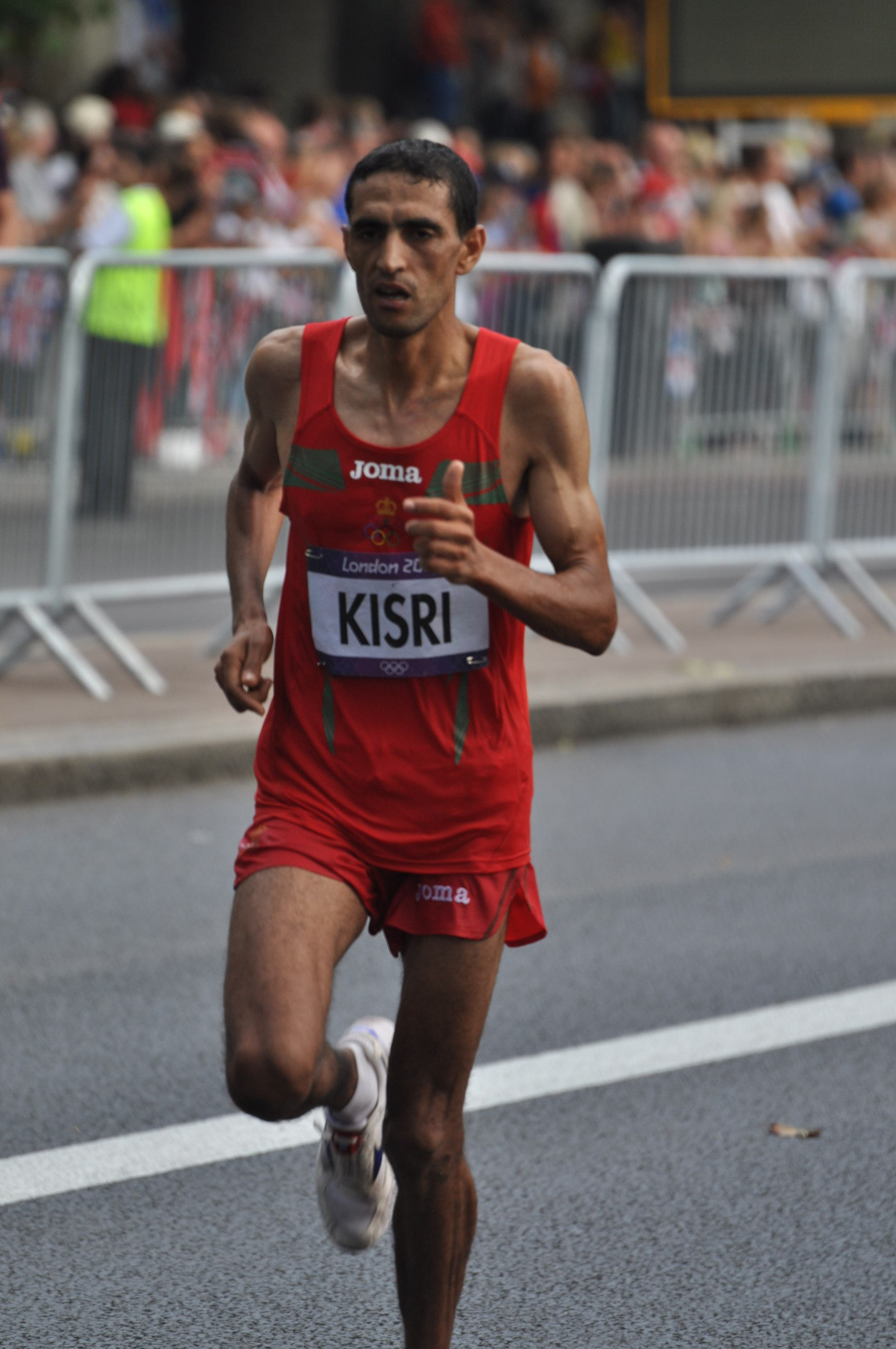
Rachid Kisri
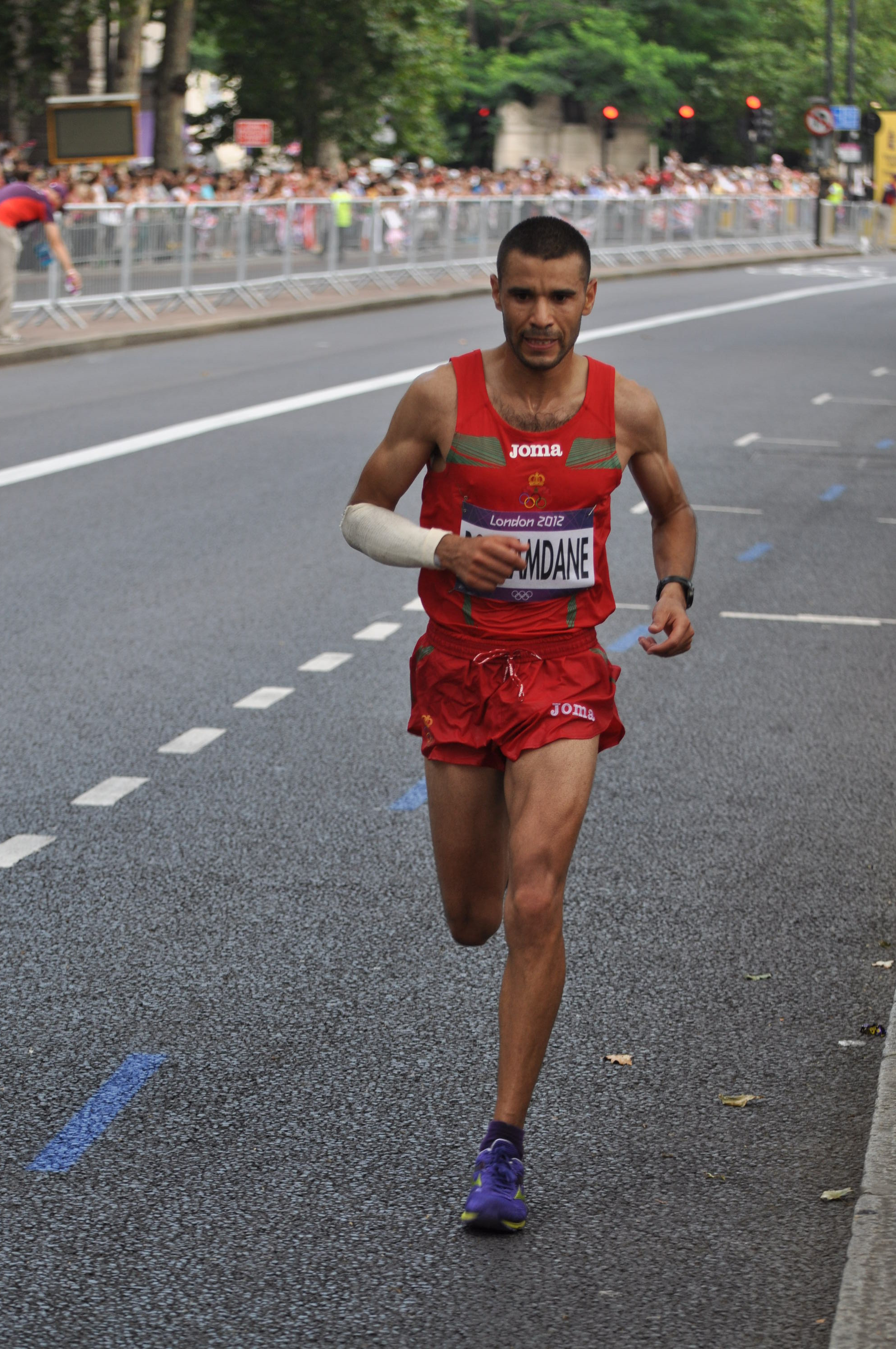
Abderrahime Bouramdane